# Cima Genova
Cima Genova är en bergstopp i Antarktis. Den ligger i Västantarktis. Chile gör anspråk på området. Toppen på Cima Genova är 1 840 meter över havet, eller 275 meter över den omgivande terrängen. Bredden vid basen är 3,2 km.
Terrängen runt Cima Genova är huvudsakligen kuperad, men åt nordväst är den bergig. Trakten är obefolkad. Det finns inga samhällen i närheten.